# Mareau-aux-Bois
Mareau-aux-Bois és un municipi francès, situat al departament del Loiret i a la regió de Centre – Vall del Loira. L'any 2007 tenia 567 habitants.

## Demografia

### Població
El 2007 la població de fet de Mareau-aux-Bois era de 567 persones. Hi havia 212 famílies, de les quals 52 eren unipersonals (24 homes vivint sols i 28 dones vivint soles), 60 parelles sense fills, 92 parelles amb fills i 8 famílies monoparentals amb fills.
La població ha evolucionat segons el següent gràfic:
Habitants censats

### Habitatges
El 2007 hi havia 265 habitatges, 217 eren l'habitatge principal de la família, 30 eren segones residències i 18 estaven desocupats. Tots els 264 habitatges eren cases. Dels 217 habitatges principals, 194 estaven ocupats pels seus propietaris, 17 estaven llogats i ocupats pels llogaters i 6 estaven cedits a títol gratuït; 2 tenien una cambra, 8 en tenien dues, 30 en tenien tres, 58 en tenien quatre i 119 en tenien cinc o més. 171 habitatges disposaven pel capbaix d'una plaça de pàrquing. A 78 habitatges hi havia un automòbil i a 126 n'hi havia dos o més.

### Piràmide de població
La piràmide de població per edats i sexe el 2009 era:
| Homes | Edats   | Dones |
| ----- | ------- | ----- |
| 0     | 95 o +  | 0     |
| 4     | 90 a 94 | 0     |
| 4     | 85 a 89 | 0     |
| 0     | 80 a 84 | 8     |
| 4     | 75 a 79 | 12    |
| 4     | 70 a 74 | 8     |
| 16    | 65 a 69 | 8     |
| 24    | 60 a 64 | 32    |
| 16    | 55 a 59 | 4     |
| 12    | 50 a 54 | 28    |
| 12    | 45 a 49 | 16    |
| 16    | 40 a 44 | 8     |
| 8     | 35 a 39 | 8     |
| 32    | 30 a 34 | 24    |
| 16    | 25 a 29 | 8     |
| 4     | 20 a 24 | 4     |
| 28    | 15 a 19 | 8     |
| 20    | 10 a 14 | 12    |
| 16    | 5 a 9   | 16    |
| 4     | 0 a 4   | 28    |

## Economia
El 2007 la població en edat de treballar era de 351 persones, 273 eren actives i 78 eren inactives. De les 273 persones actives 263 estaven ocupades (151 homes i 112 dones) i 10 estaven aturades (7 homes i 3 dones). De les 78 persones inactives 33 estaven jubilades, 28 estaven estudiant i 17 estaven classificades com a «altres inactius».

### Ingressos
El 2009 a Mareau-aux-Bois hi havia 217 unitats fiscals que integraven 559 persones, la mediana anual d'ingressos fiscals per persona era de 21.442 €.

### Activitats econòmiques
Dels 13 establiments que hi havia el 2007, 2 eren d'empreses extractives, 1 d'una empresa de fabricació d'altres productes industrials, 4 d'empreses de construcció, 1 d'una empresa de comerç i reparació d'automòbils, 2 d'empreses d'hostatgeria i restauració, 1 d'una empresa de serveis i 2 d'empreses classificades com a «altres activitats de serveis».
Dels 6 establiments de servei als particulars que hi havia el 2009, 1 era un taller de reparació d'automòbils i de material agrícola, 1 paleta, 1 guixaire pintor, 1 fusteria, 1 lampisteria i 1 perruqueria.
L'any 2000 a Mareau-aux-Bois hi havia 10 explotacions agrícoles que ocupaven un total de 945 hectàrees.

## Equipaments sanitaris i escolars
El 2009 hi havia una escola elemental integrada dins d'un grup escolar amb les comunes properes formant una escola dispersa.

## Poblacions més properes
El següent diagrama mostra les poblacions més properes.